# Ultramarinlorikit
Ultramarinlorikit (Vini ultramarina) är en akut utrotningshotad fågel i familjen östpapegojor inom ordningen papegojfåglar.

## Utseende och läte
Ultramarinlorikiten är en 18 cm lång, spetsstjärtad papegojfågel. Fjäderdräkten är ljust himmelsblå på ovansidan och pannan, mörkt marinblå på nacken och undersidan. Kinder, bröst och flanker är kraftigt vitfläckade. Näbb, ögon och fötter är röda. Bland lätena hörs mycket ljusa visslingar och hårda skrin.

## Utbredning och status
Fågeln förekommer i bergsskogar i Marquesasöarna, idag troligen endast på Ua Huka. Den förekom tidigare även på Ua Pou, där beståndet uppgick till 250–300 par 1975, men ansågs vara sällsynt 1990 och hittades inte alls under eftersökningar 1998 och 2012. Likaså på Nuku Hiva fanns ett bestånd, 1972–1975 bestående av uppskattningsvis 70 fåglar, men har inte återhittats vare sig 1990 eller 2004. På Fatu Hiva återinfördes 29 individer på 1990-talet, men råttor etablerade sig på ön och populationen ansågs utdöd 2007. Slutligen återfördes den även på Ua Huka på 1940-talet och det är idag alltså det enda återstående beståndet. 
Enligt de senaste uppskattningarna från 2004 och 2010 består världspopulationen av 1763–2987 respektive 2094 individer. Dessa siffror kan dock vara överskattingar eftersom arten verkar vara mycket ovanligare på obebodda delar av ön.  Även om tillgänglig habitat minskar i omfång anses beståndet vara stabilt. Internationella naturvårdsunionen IUCN kategoriserar ultramarinlorikiten som akut hotad.